# Bones – Der Tod ist erst der Anfang
Bones – Der Tod ist erst der Anfang (auch Bones – Bis auf die Knochen) ist ein von Ernest R. Dickerson inszenierter Horrorfilm aus dem Jahr 2001.

## Handlung
Sommer 1979: Jimmy Bones, respektiert und geliebt von den Menschen seines Viertels, die er beschützt, wird von dem korrupten Polizisten Lupovich verraten und brutal ermordet. Bones’ elegantes Haus wird zu seinem Grab.
22 Jahre später ist das ganze Viertel zu einem Ghetto verkommen und sein Haus eine Ruine. Vier Teenager aber renovieren das Haus, um daraus einen Nachtclub zu machen, völlig ahnungslos, dass sie dabei Jimmys gefolterte Seele befreien, die nach Vergeltung schreit. Eiskalt und blutig ist die Spur, die Jimmys Geist auf seinem Rachefeldzug hinter sich herzieht, und noch ahnen seine Mörder nichts von ihrem grausamen Schicksal, das sie erwartet. Mit jedem Opfer wächst der Horror und Bones’ Rache richtet sich gegen jeden, der sich ihm in den Weg stellt.

## Kritiken
- Richard Harrington in The Washington Post: Zu viel wirke ausgeliehen aus anderen Filmen wie Hellraiser – Das Tor zur Hölle (“Too much of Bones feels transplanted from genre staples like Hellraiser”).[1]

## Soundtrack
Der Soundtrack wurde größtenteils von Snoop Dogg produziert und am 9. Oktober 2001 von den Labels Doggystyle Records und Priority Records veröffentlicht.
1. Birth Of Jimmy Bones – Snoop Dogg (produziert von Snoop Dogg & Fredwreck)
2. Legend Of Jimmy Bones – Snoop Dogg / MC Ren / RBX (produziert von Fredwreck)
3. Lost Angels In The Sky – Lost Angels / Kokane (produziert von DJ Battlecat)
4. Ballad Of Jimmy Bones – LaToiya Williams (produziert von Soopafly)
5. Dogg Named Snoop – Snoop Dogg / Tray Dee (produziert von Mel-Man)
6. This Is My Life – Kedrick / C.P.O. (produziert von DJ Battlecat)
enthält Elemente aus Everybody Loves The Sunshine von Roy Ayers
7. It’s Jimmy – Kurupt / Roscoe (produziert von Fredwreck)
8. Raise Up – Kokane (produziert von Fredwreck)
9. These Drugs – D12 (produziert von Eminem, Jeff Bass & DJ Head)
10. Death Of Snow White – Snoop Dogg / Bad Azz / Chan / Coniyac (produziert von Francisco Rodriguez)
11. If You Came Here To Party – Snoop Dogg / Tha Eastsidaz / Kola (produziert von Warren G)
12. Fuck With Us – Kurupt / Tray Dee / Xzibit (produziert von Fredwreck)
13. Jimmy’s Revenge – Snoop Dogg / Soopafly (produziert von Fredwreck)
enthält Elemente aus The Payback von James Brown
14. Be Thankful – William DeVaughn
15. F-It-Less – FT (Fuck That) (produziert von Domingo)
16. Gangsta Wit It – Snoop Dogg / Nate Dogg / Butch Cassidy (produziert von DJ Battlecat)
17. Memories – Cypress Hill (produziert von DJ Muggs)
18. Endo – Snoop Dogg / Fredwreck (produziert von Fredwreck)
19. Fresh And Clean (Remix) – Snoop Dogg / OutKast (produziert von Earthtone III)

## Auszeichnungen
Pam Grier wurde 2002 für den Black Reel Award nominiert.

## Sonstiges
Gedreht wurde der Streifen mit einem Budget von 16 Mio. Dollar in Vancouver. Beim Verleih in den US-Kinos wurden 7,3 Mio. Dollar eingenommen.